# Schefflera heteroclada
Schefflera heteroclada är en araliaväxtart som beskrevs av David Gamman Frodin. Schefflera heteroclada ingår i släktet Schefflera och familjen araliaväxter.
Artens utbredningsområde är Filippinerna. Inga underarter finns listade.